# Штакельберг, Александр Карлович
Барон Александр Карлович фон Штакельберг (нем. Alexander Christoph Stackelberg; 1818—1895) — генерал от инфантерии русской императорской армии.

## Биография
Родился 19 апреля (1 мая) 1818 года в семье Карла Георга фон Штакельберга (1776—1842) в имении Лилиенбах близ Нарвы. Его старший брат — Карл Карлович Штакельберг.
Генерал-майор с 1861 года. Состоял при Министерстве внутренних дел; генерал-лейтенант с 25 декабря 1871 года; генерал от инфантерии с 23 сентября 1887 года. Был инспектором межевания Межевого управления.
Умер 31 января (12 февраля) 1895 года. Похоронен на Митрофаниевском кладбище.

## Награды
- орден Св. Анны 3-й ст. с бантом (1846)
- орден Св. Анны 2-й ст. с мечами (1854)
- орден Св. Владимира 3-й ст. (1857)
- орден Св. Станислава 1-й ст. с мечами (1862)
- орден Св. Анны 1-й с мечами (1864)

- орден Св. Олафа (1872)

## Семья
Был женат на Александре Ивановне Боголеповой (13.04.1853—?), дочери доктора медицины. Их дети:
- Лидия (1874 — не ранее 1905), в замужестве Тиссаревская
- Александра (1878 — не ранее 1911), в замужестве Ушакова
- Сергей (23.08.1886[4] — не ранее 1915)